# Gaboua
Gaboua (ou Gaboa) est un canton du Cameroun situé dans le département du Mayo-Tsanaga et la Région de l'Extrême-Nord, à proximité de la frontière avec le Nigeria. Il fait partie de la commune de Koza.

## Population
En 1966-1967, Gaboua comptait 245 habitants, pour la plupart des Mandara. À cette date, le village disposait d'une école publique à cycle incomplet. Un marché hebdomadaire régional s'y tenait chaque jeudi, ainsi qu'un marché d'arachide. 
Lors du recensement de 2005, on a dénombré 26 111 personnes pour le canton, 996 pour Gaboua Chefferie et 930 pour Gaboua Marché.

## Infrastructures
Gaboua est doté d'un collège général public (CES), accueillant des élèves de la 6e à la 3e.